# Тринідад і Тобаго на літніх Олімпійських іграх 1992
Тринідад і Тобаго брали участь у Літніх Олімпійських іграх 1992 року у Барселоні (Іспанія) удванадцяте за свою історію, але не завоювали жодної медалі.